# Limnodynastidae
Limnodynastidae — родина земноводних підряду Neobatrachia ряду Безхвості. Має 8 родів та 43 види.

## Опис
Загальна довжина представників цієї родини коливається від 3,5 до 11,5 см за своєю будовою та зовнішнім виглядом схожі на види з родини Австралійські жаби, до якої донедавна відносилися як до підродини. У 2010 році були визнані самостійною родиною за молекулярними філогенетичними ознаками.

## Спосіб життя
Полюбляють лісисті місцини, савани, місця біля стоячих водойм. Тому їх також називають «австралійськими болотними жабами». Ведуть наземний спосіб життя. багато з представників родини здатні рити нори. Активні здебільшого у присмерку або вночі. Живляться різними безхребетними.
Це яйцекладні амфібії. Парування та розмноження відбувається у сезон дощів. Самиця відкладає яйця у воду.

## Розповсюдження
Мешкає в Австралії, островах Тасманія, Нова Гвінея, архіпелазі Ару (Індонезія).

## Роди
- Adelotus
- Heleioporus
- Lechriodus
- Limnodynastes
- Neobatrachus
- Notaden
- Philoria
- Platyplectrum